# Секретарь райкома
«Секретарь райкома» (в английском прокате — «Мы еще вернемся» / «We Will Come Back») – советский чёрно-белый фильм, снятый Иваном Пырьевым в 1942 году. Героическая драма о партизанском движении в годы Великой Отечественной войны. Фильм был удостоен Сталинской премии второй степени (1943). Восстановлен в 1963—1973 годах. 27 октября 2006 года выпущен на DVD.

## Создание фильма
Приказ Комитета по делам кинематографии при Совнаркоме СССР о запуске в производство фильма «Секретарь райкома» был издан 22 ноября 1941 года. Первоначально режиссёром фильма был назначен Ефим Дзиган, однако он затянул разработку режиссерского сценария и в результате был отстранен от постановки. Новым режиссером был назначен Иван Пырьев, который переработал режиссерский сценарий.

## Сюжет
1941 год. Красная армия отступает с боями. В это тяжёлое время секретарь райкома Степан Кочет руководит эвакуацией и уничтожением того, что нет возможности вывезти. Под его руководством организуется партизанский отряд, начинается партизанская война: взрываются мосты, летят под откосы поезда. У немцев отбивают пленного танкиста Орлова, который на самом деле является немецким шпионом.

## В ролях
- Василий Ванин — Степан Гаврилович Кочет, секретарь райкома
- Михаил Астангов — полковник Макенау, фашист
- Марина Ладынина — Наташа, связистка
- Михаил Жаров — Гаврила Федорович Русов, дед Саши
- Михаил Кузнецов — Саша Русов
- Борис Пославский — Семён Абрамович Ротман, инженер, начальник электростанции
- Виктор Кулаков — Орлов, шпион, немецкий лейтенант Герман Альбрехт
- Евгений Григорьев — Василий Глущенко
- Инна Фёдорова — секретарь Кочета
- Александр Антонов — Александр Павлович Потапенко, командир отряда
- Николай Боголюбов — командир Красной Армии
- Анатолий Алексеев — Смоляк, партизан
- Александра Данилова — партизанка
- Пётр Любешкин — Федюшин, партизан
- Евгений Немченко — Седов, партизан
- Иван Рыжов — партизан
- Константин Старостин — партизан
- Валентина Телегина — Дарья, партизанка
- Владимир Уральский — две роли: Некрасов и Клетнюк, партизан
- Николай Хрящиков — Аникеев, партизан
- Георгий Георгиу — адъютант Макенау
- Григорий Шпигель — Фогель, фельдфебель
- Елизавета Кузюрина — колхозница
- Константин Сорокин — старик в избе
- Татьяна Говоркова — хозяйка избы
- Софья Левитина — женщина на опознании
- Пётр Соболевский — эпизод

## Творческая группа
- Режиссёр: Иван Пырьев
- Автор сценария: Иосиф Прут
- Операторы: Валентин Павлов, Борис Арецкий
- Художник-постановщик: Алексей Уткин
- Композитор: Борис Вольский
- Звукорежиссёр: Вячеслав Лещев